# Bron-Y-Aur Stomp
"Bron-Y-Aur Stomp" é uma canção da banda britânica de rock Led Zeppelin. Lançada em seu terceiro álbum de estúdio Led Zeppelin III, em 5 de outubro de 1970.

## Concepção
Jimmy Page e Robert Plant construíram a canção em 1970, em Bron-Yr-Aur , uma pequena cabana no País de Gales onde permaneceram após completar uma cansativa turnê de concertos da América do Norte. John Paul Jones também recebeu um crédito por escrever a música. Mais tarde, foi gravado em Headley Grange, em 1970, usando um estúdio móvel pertencente aos Rolling Stones. Ela foi arrematada na Island, Londres e Ardent Studios, Memphis, Tennessee.
O baterista John Bonham tocou colheres e castanholas na gravação. O baixista John Paul Jones tocou um violão e baixo fretless de cinco cordas. Em 1971 Jimmy Page tocou sua guitarra Martin D-28 nessa música, é ajustado para abrir com um capo D na terceira traste.
Led Zeppelin também gravou a canção como um blues rock elétrico instrumental, "Jennings Farm Blues", que mais tarde apareceu como um estúdio fora tomar uma série de gravações de bootlegs do Led Zeppelin. Jennings Farm é o nome da propriedade em que a família de Plant esteve no início de 1970.

## Formato e faixas
1970 7" single (Itália: Atlantic ATL NP 03174)
- A. "Bron-Y-Aur Stomp" (Jones, Page, Plant) 4:16
- B. "Immigrant Song" (Page, Plant) 2:25

1970 7" single (Holanda: Atlantic ATL 2019030)
- A. "Bron-Y-Aur Stomp" (Jones, Page, Plant) 4:16
- B. "Out on the Tiles" (Bonham, Page, Plant) 4:07

## Créditos
- Robert Plant - vocal
- Jimmy Page - guitarra acústica
- John Paul Jones - contrabaixo
- John Bonham - bateria, colher, castanhola